# Сумбатов, Михаил Луарсабович
Князь Михаил Луарсабович Сумбатов (Сумбаташвили) (1822—1886) — генерал-майор русской императорской армии, участник Кавказской войны.

## Биография
Происходил из рода грузинских князей, уроженец Тифлисской губернии; родился 5 (17) сентября 1822 года. В 1838 году окончил Тифлисскую губернскую гимназию и определился волонтёром в Архангельскую милицию, где 30 апреля 1839 года за отличие в экспедиции генерал-майора Симборского против горцев произведён в прапорщики и переведён в Нижегородский драгунский полк, в котором прослужил три года.
За это время Сумбатов принял участие в экспедициях под личным начальством командира отдельного Кавказского корпуса генерала от инфантерии Головина и начальника Лезгинской кордонной линии полковника Маркова, после чего уволился по прошению от службы. В 1844 г. Сумбатов снова определился волонтером в Грузино-Имеретинскую милицию и за отличие в боях 1844 г. под личным начальством командира отдельного Кавказского корпуса генерал-адъютанта Нейдгардта и в 1845 г. под начальством главнокомандующего графа Воронцова произведён в капитаны с назначением состоять по кавалерии и при отдельном Кавказском корпусе. В этой должности Сумбатов принимал дальнейшее участие в военных действиях: в 1847 г. в главном действующем отряде графа Воронцова; в 1848 г. в Дагестанском отряде генерал-адъютанта князя Аргутинского-Долгорукова, причём под Гергебилем был ранен пулей; в 1853 г. на Лезгинской линии в отряде князя Орбелиани; в 1854 г. в действовавшем на турецкой границе корпусе генерала Бебутова; в 1859 г. в Чеченском отряде и в 1861—1862 гг. в Верхне-Абадзехском отряде.
Таким образом, вся служба Сумбатова прошла на его родном Кавказе и выразилась в беспрерывных походах и военных действиях; 15 мая 1883 года М. Л. Сумбатов был произведён в генерал-майоры и назначен состоять по армейской кавалерии при войсках Кавказского военного округа.
Скончался 23 сентября (5 октября) 1886 года. (По данным Гогитидзе скончался 23 июня 1886 г.)
Наградами Сумбатова за его выдающуюся деятельность служили ордена св. Станислава 2-й степени (1858 г.), св. Анны 2-й степени с мечами (1859 г.), св. Владимира 4-й степени с бантом (1867 г.), чины и пожалование в вечное и потомственное владение участков земли: 500 десятин в 1869 г. и 1 десятины в 1882 г.

## Рекомендуемая литература
- Некрологи:
  - Русский инвалид. — 1886, № 217.
  - Русский календарь на 1888 г. — С. 279.